# Stéphane Goubert
Stéphane Goubert (Montpellier, Francia, 10 de marzo de 1970) es un ciclista francés que fue profesional entre 1994 y 2009. Compitió de manera regular en dos de los principales eventos mundiales del ciclismo en ruta: el Tour de Francia y la Vuelta a España.

## Trayectoria
Debutó como profesional en la temporada 1994 en las filas del equipo Festina-Lotus. No logró ninguna victoria durante toda su carrera deportiva, pero ha sido un gregario de excepción para sus respectivos jefes de filas y consiguió algunas buenas clasificaciones incluso en grandes vueltas. Se retiró de manera oficial al término de la temporada 2009 pese a que Ag2r La Mondiale le intentó renovar por un año más, cosa que desestimó el ciclista francés pese agradecerlo. Su última carrera fue la París-Bourges.
Desde 2012 se encuentra en el cargo de director deportivo en el conjunto AG2R Citroën Team.

## Palmarés
No consiguió victorias como profesional.

## Resultados en Grandes Vueltas y Campeonatos del Mundo
| Carrera         | Carrera         | 1994 | 1995 | 1996 | 1997 | 1998 | 1999 | 2000 | 2001 | 2002 | 2003 | 2004 | 2005 | 2006 | 2007 | 2008 | 2009 |
| --------------- | --------------- | ---- | ---- | ---- | ---- | ---- | ---- | ---- | ---- | ---- | ---- | ---- | ---- | ---- | ---- | ---- | ---- |
|                 | Giro de Italia  | —    | —    | —    | —    | —    | Ab.  | —    | —    | —    | —    | —    | —    | —    | —    | —    | —    |
|                 | Tour de Francia | —    | —    | —    | —    | —    | 74.º | —    | 31.º | 17.º | 31.º | 20.º | 34.º | 36.º | 27.º | 20.º | 14.º |
|                 | Vuelta a España | —    | 26.º | Ab.  | —    | Ab.  | —    | —    | —    | —    | —    | Ab.  | —    | 29.º | 13.º | —    | —    |
| Mundial en Ruta | Mundial en Ruta | —    | —    | —    | —    | —    | —    | —    | Ab.  | —    | —    | —    | —    | —    | Ab.  | —    | —    |

—: no participa
Ab.: abandono

## Equipos
- Festina-Lotus (1994-1996)
- Cofidis (1997-1998)
- Team Polti (1999-2000)
- Jean Delatour (2001-2003)
- Ag2r (2004-2009)
  - Ag2r Prévoyance (2004-2007)
  - Ag2r La Mondiale (2008-2009)